# Provozně ekonomická fakulta Mendelovy univerzity v Brně
Provozně ekonomická fakulta (PEF) Mendelovy univerzity v Brně (MENDELU) byla založena roku 1959, což z ní činí nejstarší ekonomickou fakultu na Moravě. Každoročně se na ni hlásí kolem 1500 uchazečů. Fakulta nabízí všechny tři stupně vysokoškolského studia v českém i anglickém jazyce. Absolventi PEF nacházejí uplatnění v oblasti managementu, obchodu, evropských institucích, ve finančním sektoru, veřejné správě, i jako informační manažeři a projektanti informačních systémů.
PEF v roce 2011 a 2014 získala ocenění pro nejlepší ekonomickou fakultu na Moravě a třetí nejlepší ekonomickou fakultu v rámci celé České republiky (žebříček Hospodářských novin).
Studenti PEF mají možnost absolvovat část svého studia na prestižních univerzitách po celém světě. Výuka probíhá v moderním pavilonu Q, který je plně klimatizován, posluchárny jsou vybaveny moderní multimediální technikou a učebny nabízí přístup ke špičkovým informačním a komunikačním technologiím. Budova Q byla navržena studiem Atelier Chlup a získala ocenění Stavba roku 2005.

## Studijní programy

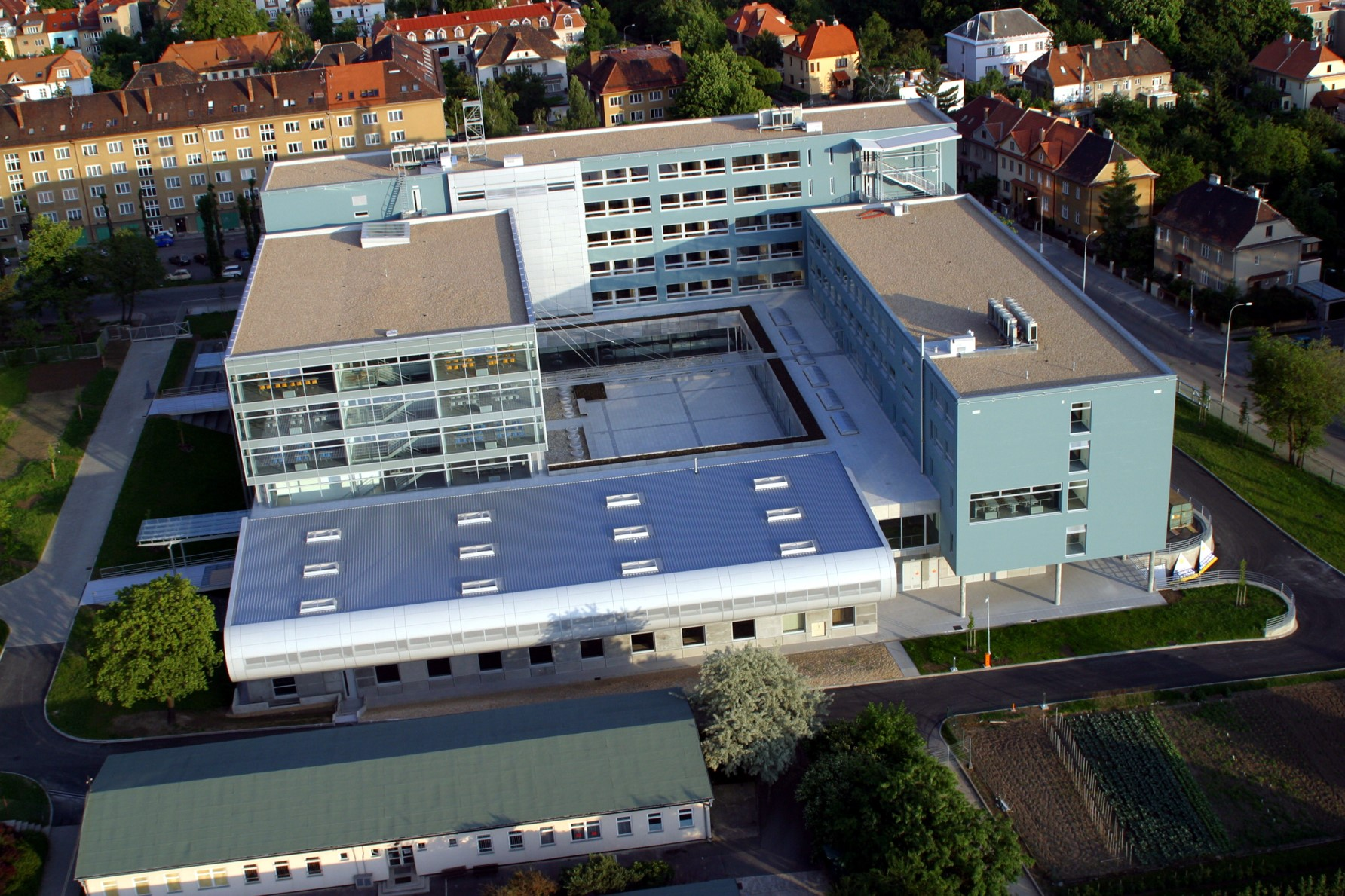
Provozně ekonomická fakulta

### Bakalářské studijní programy
- Ekonomika a management
- Economics and Management
- Management obchodu a služeb
- Finance
- Finanční služby
- Otevřená informatika
- Administrace IS/ICT

### Navazující magisterské studijní programy
- Marketing
- Ekonomika a management
- Economics and Management
- Hospodářská politika a správa, obor: Finance a investiční management
- Účetnictví a daně
- Otevřená informatika
- Open Informatics

### Doktorské studijní programy
- Ekonomika a management
- Economics and Management
- Automatizace řízení a informatika

### Odebrání institucionální akreditace v doktorském studiu v roce 2023
V roce 2021 proběhlo šetření a následně došlo na jaře roku 2022 Národním akreditačním úřadem pro vysoké školství (NAÚ) k odebrání akreditace pro doktorské studium v ekonomických oborech na Provozně ekonomické fakultě kvůli plagiátům a tzv. rychlostudiu zejména zahraničních, tedy platících studentů (zahraniční studenti studující v jiném než českém studiu zajišťují univerzitám příjem) v anglickojazyčném oboru Economics and Management, získávaných částečně od roku 2013 přes specializovanou rakouskou agenturu. Mendelova univerzita si rovněž na základě rozhodnutí nebude moci sama schvalovat nové studijní plány pro nové doktorské studijní programy v ekonomických oborech. Univerzita se proti odebrání akreditace odvolala, Přezkumná komise NAÚ rozhodnutí v srpnu 2022 zrušila a vrátila Radě NAÚ k novému projednání. V lednu 2023 Rada NAÚ rozhodla o odebrání institucionální akreditace Mendelově univerzitě pro doktorské studijní programy v ekonomických vědách a o zániku oprávnění uskutečňovat doktorský studijní program Ekonomika a management na PEF v češtině i angličtině.

## Konference a společenské události
- Mezinárodní konference Firma a konkurenční prostředí
- Mezinárodní konference studentů doktorského studia PEFnet
- Mezinárodní konference Plagiarism across Europe and Beyond
- Dvoudenní informačně-zábavná akce pro nastupující studenty Prvákoviny
- Kontakt s absolventy v rámci Klubu absolventů
- Tradiční reprezentativní ples fakulty
- Pravidelné přednášky odborníků v rámci organizace Lidé z praxe
- Akce pro studenty SŠ: Informatika naostro a Výška nanečisto
- Mezinárodní konference What is Eurozone's Future
- Mezinárodní konference Enometrics

## Specializované laboratoře

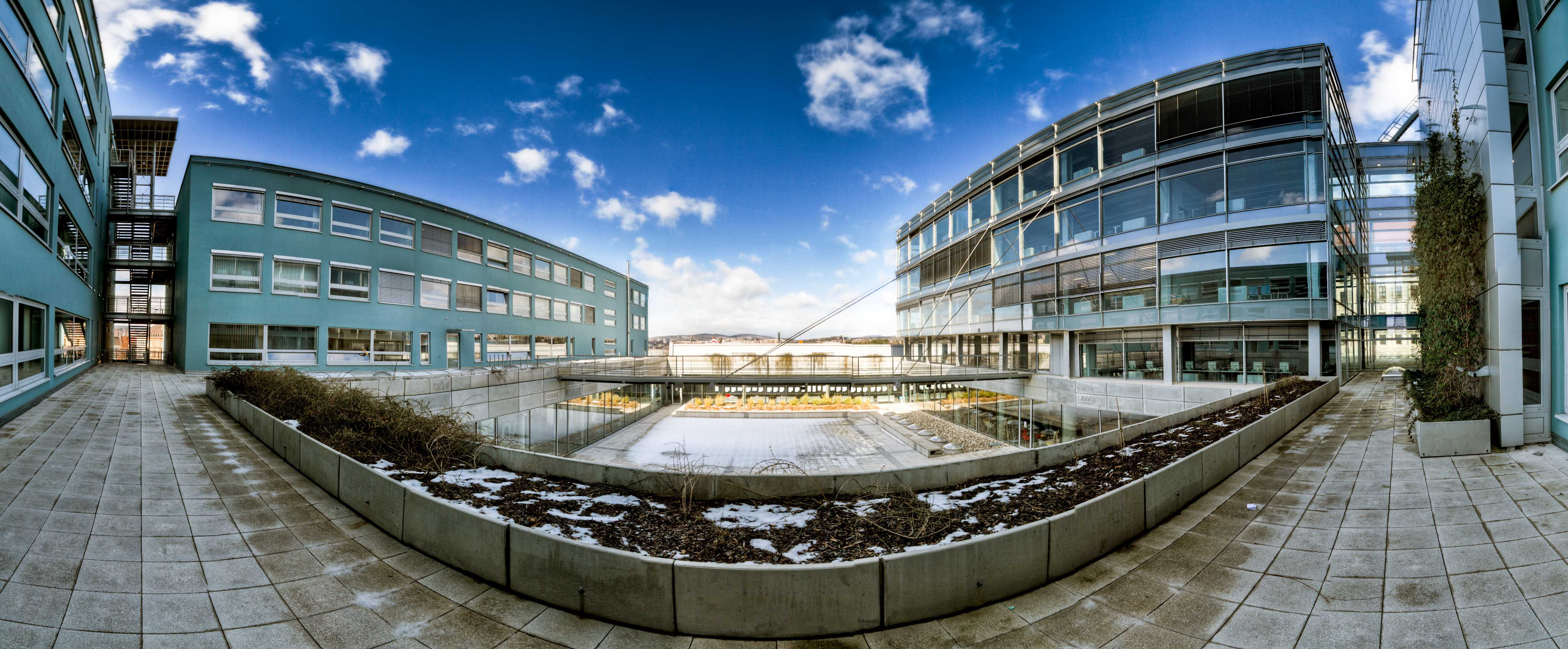
Budova Provozně ekonomická fakulty MENDELU v zimě

- Laboratoř virtuální reality (vizualizace geodat, augmented reality, virtuální helma, mračna bodů apod.)
- Eye trackingová laboratoř (sleduje chování spotřebitele - odborníci na marketing tak sledují, jaké zboží dotyčného zaujalo)
- Laboratoř inteligentních systémů (robotika, manipulační technika, programovatelné Lego, pneumatická linka apod.)
- Síťová laboratoř (routing, switching, síťová bezpečnost, bezdrátové sítě, VoIP apod.)

## Organizační struktura
- Provozně ekonomická fakulta Mendelovy univerzity v Brně (fakulta)  -   Děkanát PEF (organizační jednotka)    -  Studijní oddělení (organizační jednotka) • 

  -  Ústav ekonomie (vysokoškolská katedra) • 
  -  Ústav financí (vysokoškolská katedra) • 
  -  Ústav informatiky (vysokoškolská katedra) • 
  -  Ústav managementu (vysokoškolská katedra) • 
  -  Ústav marketingu a obchodu (vysokoškolská katedra) • 
  -  Ústav podnikové ekonomiky (vysokoškolská katedra) • 
  -  Ústav práva a humanitních věd (vysokoškolská katedra) • 
  -  Ústav statistiky a operačního výzkumu (vysokoškolská katedra) • 
  -  Ústav účetnictví a daní (vysokoškolská katedra) • 
  -  Výzkumné centrum (organizační jednotka) •